# Idioma fon
El fon o gun (autoglótnimos: fon gbè [fɔ̃̄ɡb͡e] y gun gbè [ɡũɡb͡e]) es una lengua de subgrupo gbe de la rama Volta-Níger de las lenguas Níger-Congo y la lengua del pueblo fon. El fon se habla principalmente en Benín y áreas adyacentes de Togo y tiene más de 2 millones de hablantes. Como otras lenguas gbe, es una lengua altamente analítica y fonológicamente es una lengua tonal.

## Aspectos históricos, sociales y culturales

### Dialectos
Capo (1988) considera que el maxi (maxí) y el gun (gungbè) como parte del complejo dialectal fon. Sin embargo, no incluye como dialectos del complejo al alada o al toli (tɔli) que otros autores sí consideran parte del fon-gun.

## Descripción lingüística

### Fonología

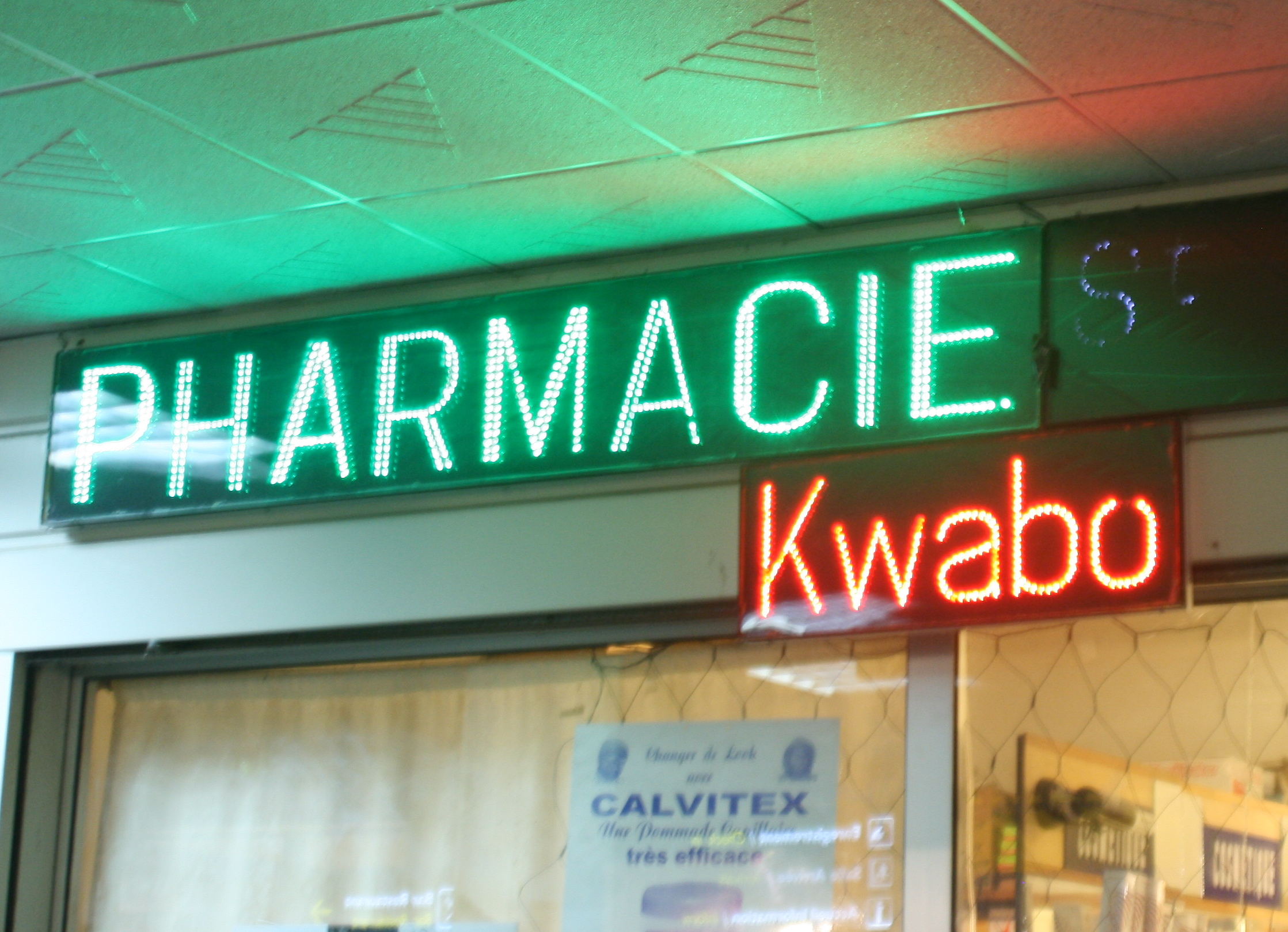
"Bienvenidos" (Kwabɔ) en fon en una farmacia en el Aeropuerto de Cotonú en Benín.

El fon tiene hasta siete vocales orales y cinco vocales nasales que contrastan fonológicamente:
|             | Anterior | Central | Posterior |
| ----------- | -------- | ------- | --------- |
| Cerrada     | i ĩ      |         | u ũ       |
| Semicerrada | e        |         | o         |
| Semiabierta | ɛ ɛ̃      |         | ɔ ɔ̃       |
| Abierta     |          | a ã     |           |
El inventario consonántico viene dado por:
|             | Labial | Labial | Alveolar | Alveolar | Post- alveolar | Post- alveolar | Palatal | Palatal | Velar | Velar | Labial- velar | Labial- velar |
| ----------- | ------ | ------ | -------- | -------- | -------------- | -------------- | ------- | ------- | ----- | ----- | ------------- | ------------- |
| "Nasal"     | m ~ b  | m ~ b  | n ~ ɖ    | n ~ ɖ    | n ~ ɖ          | n ~ ɖ          |         |         |       |       |               |               |
| Oclusiva    | (p)    | (p)    | t        | d        | tʃ͡             | dʒ͡             |         |         | k     | ɡ     | kp͡            | ɡb͡            |
| Fricativa   | f      | v      | s        | z        |                |                |         |         | x     | ɣ     | xʷ            | ɣʷ            |
| Aproximante |        |        | l ~ ɾ    | l ~ ɾ    |                |                | ɲ ~ j   | ɲ ~ j   |       |       | w             | w             |
El fonema /p/ solo aparece en mimesis lingüísticas y préstamos, aunque frecuentemente se reemplaza por /f/, como en cɔ́fù 'tienda'. Muchas de las oclusivas sonoras aparecen solo ante vocales orales, mientras que grupos de oclusivas homorgánicas solo aparecen ante vocales nasales, lo cual indica que [b] [m] y [ɖ] [n] son alófonos, no fonemas distintivos en fon. [ɲ] aparece en variación libre con [j̃]; por tanto, puede argumentarse que el fongbe no posee fonemas nasales distintivos, y sus sonidos nasales solo son variantes de oclusivas sonoras; este patrón es común en toda África occidental. /w/ y /l/ también se nasalizan ante vocales nasales; /w/ puede dar [ɥ] por asimilación ante /i/.
Los únicos grupos consonánticos posibles en fon tienen a una de las dos aproximantes /l/ o /j/ como segunda consonante; tras (post)alveolares, /l/ se realiza opcionalmente como [ɾ]: klɔ́ 'lavar', wlí 'agarrar, coger', jlò [d͡ʒlò] ~ [d͡ʒɾò] 'querer, desear'.
Tono
El fon posee dos tonos fonémicos, comúnmente denominados alto y bajo. El tono alto se realiza como un tono ascendente (de bajo a alto) tras consonantes sonoras. Las palabras básicas dislábicas pueden presentar cualquiera de las cuatro posibilidades lógicas: alto-alto, alto-bajo, bajo-alto y bajo-bajo. En palabras más largas, como verbos y sintagmas nominales, un tono alto tiende a persistir hasta la sílaba final, si la sílaba tiene un tono fonémico bajo, entonces se realiza como un tono descendente (de alto a bajo). Los tonos bajos desaparecen cuando están flanqueados por tonos altos, aunque su efecto se mantiene como un escalón. Los tonos ascendentes (de bajo a alto) se simplifican a alto tras otro tono alto (sin desencadenar un escalón) y a bajo ante un tono alto.
| / xʷèví-sà-tɔ́       | é       | kò   | xɔ̀      | àsɔ̃́      | wè /   |
| [ xʷèvísáꜜtɔ́ ‖      | é       | kó   | ꜜxɔ̂ \|  | àsɔ̃́      | wê ‖ ] |
| vendedor.de.pescado | 3ªpers. | PERF | comprar | cangrejo | dos    |
Hwevísatɔ́, é ko hɔ asón we.
'La pescadera, compró dos cangrejos'
En Ouidah, un tono ascendente o descendente se realiza como un tono medio. Por ejemplo, mǐ 'nosotros, tú', que fonémica tiene tono alto /bĩ́/, pero que por efecto de la consonante sonora precedente, acaba teniendo tono medio [mĩ̄] en Ouidah.

## Ortografía
| Mayúsculas        | A | B | C  | D | Ɖ | E | Ɛ | F | G | GB | I | J  | K | KP | L | M | N | NY | O | Ɔ | P | R | S | T | U | V | W | X | Y | Z |
| Minúsculas        | a | b | c  | d | ɖ | e | ɛ | f | g | gb | i | j  | k | kp | l | m | n | ny | o | ɔ | p | r | s | t | u | v | w | x | y | z |
| Alófono principal | a | b | tʃ | d | ɖ | e | ɛ | f | ɡ | ɡb | i | dʒ | k | kp | l | m | n | ɲ  | o | ɔ | p | ɣ | s | t | u | v | w | x | j | z |

X se usa para /x/ en algunas ortografías, pero en otras se usa h. En muchos textos ê y ô se usan para los contextos nasales: me [mɛ̃], fon [fɔ̃]. El tono generalmente no se marca por escrito excepto cuando es necesario.
Texto de muestra
De la Declaración Universal de los Derechos Humanos:
GBETA GBƐ Ɔ BI TƆN EE ƉƆ XÓ DÓ ACƐ E GBƐTƆ ƉÓ KPODO SISI E ƉO NA ƉÓ N'I LƐ KPO WU E WEXWLE
Ee nyi ɖɔ hɛnnu ɖokpo mɛ ɔ, mɛ ɖokpoɖokpo ka do susu tɔn, bɔ acɛ ɖokpo ɔ wɛ mɛbi ɖo bo e ma sixu kan fɛn kpon é ɖi mɛɖesusi jijɛ, hwɛjijɔzinzan, kpodo fifa ni tiin nu wɛkɛ ɔ bi e ɔ, ...